# 國防傑出服役獎章
国防杰出服役勋章（Defense Distinguished Service Medal）是一项美军跨军种通用勋奖，由时任美国总统的理查德·尼克松于1970年7月9日设立，用于表彰在美国国家安全和国防领域杰出的表现。

## 关于
国防杰出服役勋章只颁发给那些在联合作战行动中最高层级的指挥军官。它也可以授予那些在国家安全或国防方面做出了突出个人贡献的高级军官。
它是美国和平时期最高等级的防务嘉奖。通常情况下，能够获得国防杰出服役勋章的都是美军最为资深的军官，如参谋长联席会议的主席或副主席，各军种的参谋长和副参谋长，以及直屬美国国防部的联合司令部司令，以及其它高级軍官。

## 外观
勋章为金质，在中央有一个代表国防部的蓝色珐琅质五边形。在五边形之上是美国的国鸟，美洲白头海雕，爪握三只箭矢，胸前有一块美国国旗图样的盾牌。五边形和白头雕北一个金色的环所环绕，上半部是十三枚五星，下半部则是一个由月桂和橄榄枝组成的花环。
在勋章的背面的圆环部，刻有“颁发给服役表现杰出的人“（FOR DISTINGUISHED SERVICE）字样。而在五边形中刻有“由国防部授予”（FROM THE SECRETARY OF DEFENSE TO,）的字样。
在佩戴时，国防杰出服务勋章位置应在各军种（陆军，海军，空军、海岸警卫队）的杰出服役勋章之前，多次获颁时，在绶带上加佩橡叶束装饰。

## 著名受勋者

### 美国海岸警卫队
|  |